# Biikebrennen

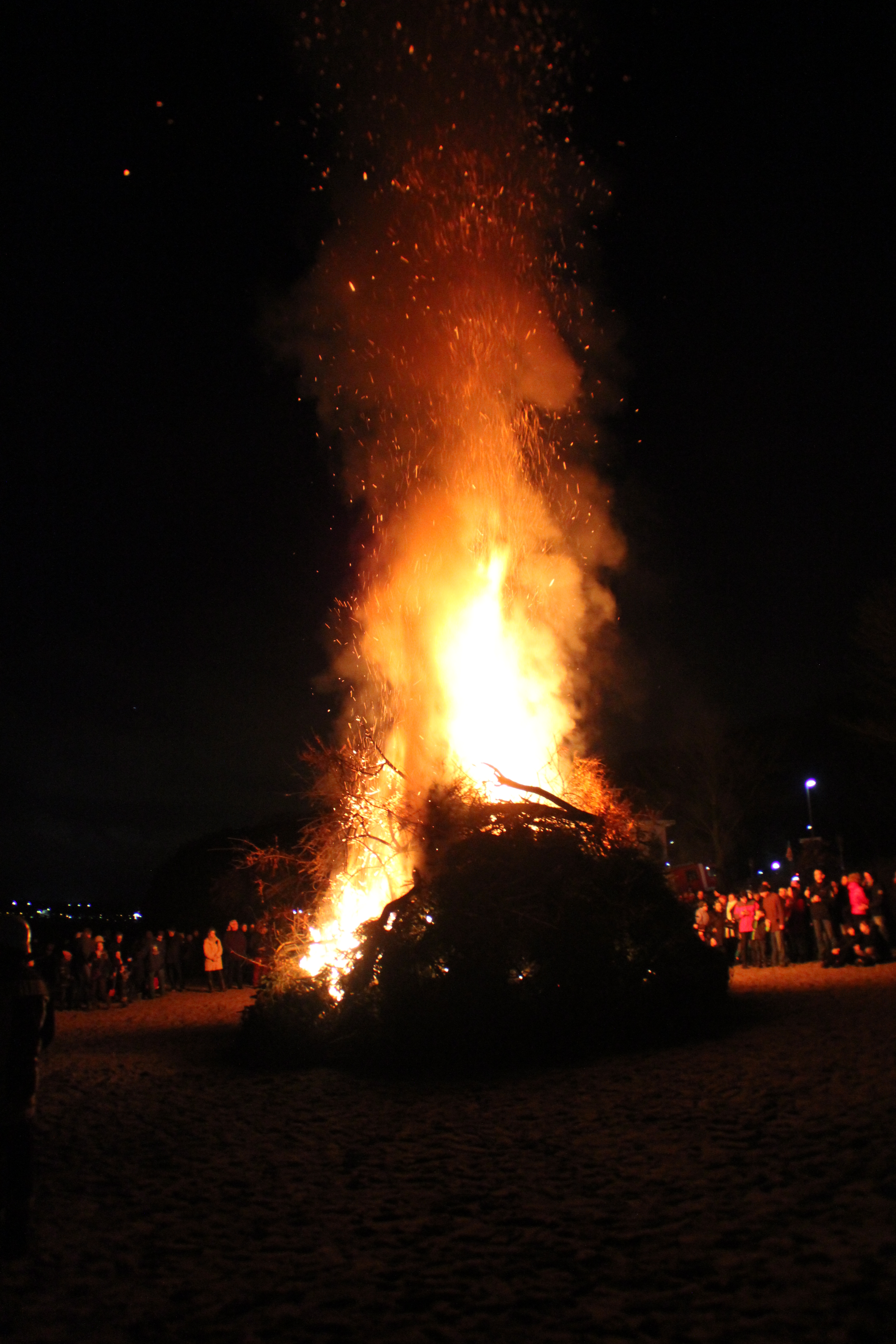
Il Biikebrennen a Flensburgo

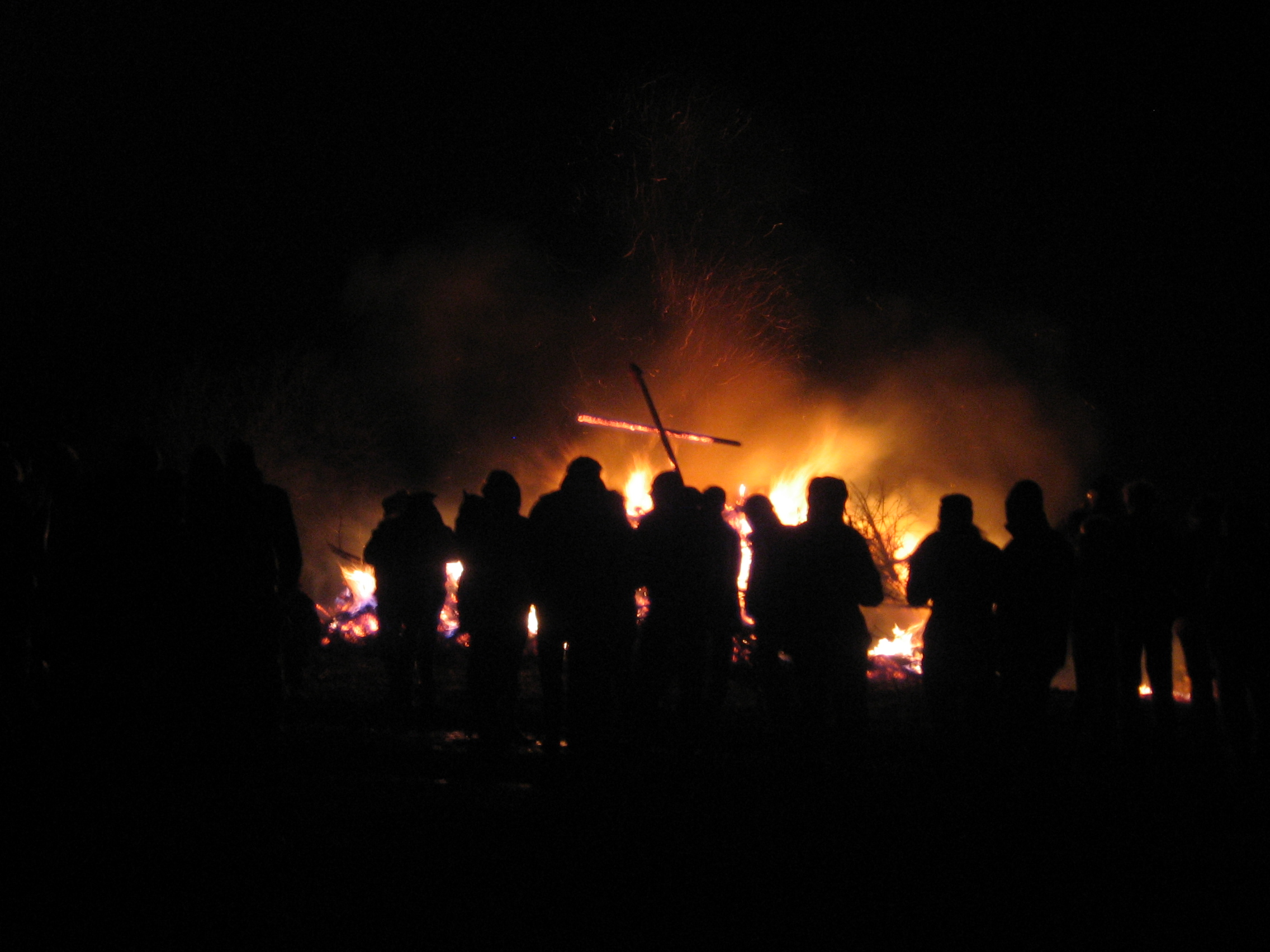
Il Biikebrennen a Risum-Lindholm

Il Biikebrennen (in frisone settentrionale: Biikebrånen) è una tradizione carnevalesca tipica del Circondario della Frisia Settentrionale, nella costa occidentale del Land tedesco dello Schleswig-Holstein (Germania nord-occidentale), che ha luogo annualmente la sera del 21 febbraio, vigilia della festa della Cattedra di San Pietro e che è costituita da accensione di falò, danze, ecc. È considerata una sorta di "festa nazionale" della Frisia Settentrionale.
Tali festeggiamenti sono noti anche in alcune zone della Danimarca con il nome di Pers Awten.

## Etimologia
Se la prima parte del composto Biikebrennen è formata dal tedesco Brennen, ovvero "il bruciare"/"l'ardere", la prima parte è costituita dal vocabolo Biike (o Biake), un termine antico frisone usato tuttora dai marinai nella forma tedesca Bake e che significa all'incirca "segnale/luce fatto/a col fuoco".

## Storia
Le origini di tale usanza sono incerte.
Si potrebbe comunque trattare di una festa di origine pagana: sembra che le antiche popolazioni frisoni si radunassero in cima ad alcune colline, dove accendevano dei falò, attorno ai quali si mettevano a danzare, in onore del dio Weda, ovvero Odino. Tali usanze servivano probabilmente per scacciare gli spiriti cattivi dell'inverno e favorire il raccolto futuro.
Pare che tale usanza risalga almeno al IX secolo, secondo quanto riportato dal cronista di Sylt C.P. Hansen.
Risale invece al 1760 la testimonianza del cronista di Keitum (Sylt) Henning Rinken, che parlava di raduni di marinai in partenza per la caccia alle balene che avvenivano il 22 febbraio.
Anticamente, si trattava però di festeggiamenti che non avvenivano in una data precisa.

Solo alla fine del XIX secolo, tali festeggiamenti furono definitivamente fissati per la sera del 21 febbraio.